# F4 Thailand: Boys Over Flowers
F4 Thailand: Boys Over Flowers es una serie de televisión tailandesa protagonizada por Tontawan Tantivejakul (Tu), Vachirawit Chivaaree (Bright), Jirawat Sutivanichsak (Dew), Metawin Opas-iamkajorn (Win) y Hirunkit Changkham (Nani). Basada en el manga shōjo Hana yori dango de Yoko Kamio, sirve como la adaptación tailandesa de la franquicia de Taiwán, Japón, Corea del Sur y China.
Dirigida por Patha Thongpan y producida por GMMTV junto con Parbdee Taweesuk, la serie se anunció por primera vez durante el evento "New & Next" de GMMTV el 15 de octubre de 2019. El elenco fue confirmado en septiembre de 2020 a través de un clip teaser, y más tarde se lanzó un avance simulado el 3 de diciembre de 2020. La serie está programada para transmitirse en GMM 25 todos los sábados a las 20:30 (8:30 p. m.) ICT reemplazando el horario de repetición del sábado de Our Skyy a partir del 18 de diciembre de 2021. También se transmitirá simultáneamente a nivel internacional a través del canal oficial de YouTube de GMMTV y en la plataforma Viu.

## Elenco
A continuación se muestra el elenco de la serie:

### Principal
- Tontawan Tantivejakul (Tu) como Gorya

- Vachirawit Chiva-aree (Bright) como Thyme
- Jirawat Sutivanichsak (Dew) como Ren
- Metawin Opas-iamkajorn (Win) como Kavin
- Hirunkit Changkham (Nani) como MJ
- Chanikan Tangkabodee (Prim) como Kaning

### Secundario
- Cindy Bishop como la madre de TYMI
- Yongwaree Anilbol (Fah) como el interés amoroso de Ren
- Wanwimol Jaenasavamethee (June)
- Chanagun Arpornsutinan (Gunsmile)
- Pansa Vosbein (Milk)
- Neen Suwanamas
- Phatchara Thabthong (Kapook)
- Maria Poonlertlarp como la hermana de Thyme
- Nattawat Jirochtikul (Fourth)
- Kanaphan Puitrakul (First)

## Producción
Después de que se anunció el 15 de octubre de 2019, los internautas tailandeses sugirieron varios nombres en línea sobre quién debería desempeñar los roles principales.
El 16 de septiembre de 2020, casi un año después de su anuncio, GMMTV reveló oficialmente a los artistas que asumirían los papeles principales de dicha serie. Los artistas actuales de GMMTV, Vachirawit Chiva-aree y Metawin Opas-iamkajorn, a los que se unirán nuevas caras: Tontawan Tantivejakul, Hirunkit Changkham y Jirawat Sutivanisak en dicha serie, que se espera que salga al aire en 2021.
Sobre la razón por la que GMMTV decidió adquirir los derechos de creación de la adaptación televisiva tailandesa de Boys Over Flowers, Sataporn Panichraksapong, quien se desempeña como director gerente de GMMTV, dijo que la serie ha recibido críticas positivas y contiene temas sociales que son actualmente relevantes para la sociedad tailandesa. También dijo que Parbdee Taweesuk tendrá la tarea de producir la serie, ya que ya han trabajado con ellos en varios proyectos. Los proyectos de Parbdee Taweesuk incluyen la popular serie de televisión de 2018, The Gifted.

## Transmisión internacional
- En Filipinas, ABS-CBN adquirió F4 Tailandia: Boys Over Flowers. La serie estará disponible simultáneamente para su transmisión en línea a través de iWantTFC todos los sábados a las 9:30 p. m. (PST) a partir del 18 de diciembre de 2021 en transmisión simultánea con Tailandia y los domingos a las 8:30 p. m. en Kapamilya Channel, Kapamilya Online Live y A2Z el 19 de diciembre de 2021 doblado al filipino.[12][13]